# Fiat 126
Fiat 126 — городской автомобиль, выпускавшийся фирмой Fiat в 1972-1980 годах, и в Восточной Европе как Polski Fiat 126p до 2000 года. Автомобиль был представлен публике в октябре 1972 года на Туринском автосалоне в качестве замены Fiat 500.

## История

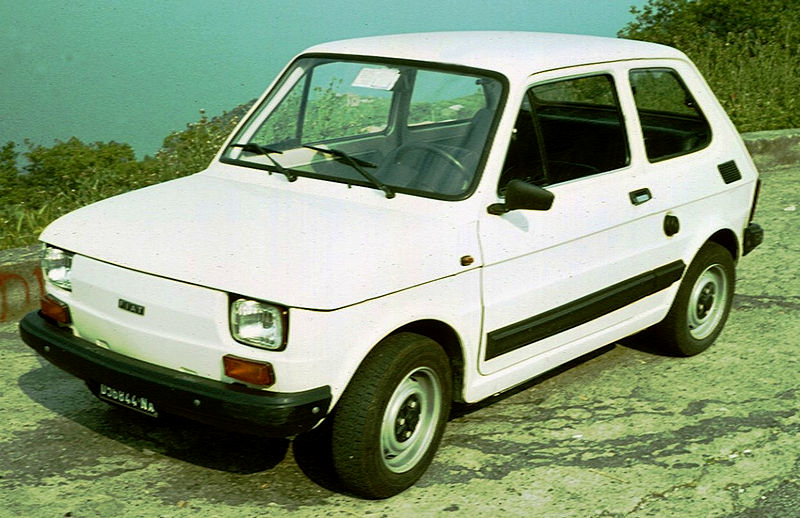
Итальянский Fiat 126, незначительно отличается от польского Fiat 126p

В «Фиате 126» были использованы многие технические решения его предшественника, с которым его роднит общая колёсная база, но специально для «Фиата 126» был разработан кузов, внешне напоминающий слегка уменьшенный «Фиат 127». В результате, автомобиль стал самым маленьким серийным малолитражным автомобилем в мире.
Объём двигателя был увеличен с 594 см³ до 652 см³ к концу 1977 года, когда диаметр рабочих цилиндров двигателя был увеличен с 73,5 до 77 мм. Мощность двигателя осталась прежней, (17 кВт, 23 л. с.), однако крутящий момент вырос с 39 Н·м (4,0 кгс·м) до 43 Н·м (4,4 кгс·м).
В Италии автомобиль выпускался на заводах в Кассино и Термини-Имересе до 1980, в 1993 году в качестве аналога 126 модели пришел Fiat Cinquecento с передним расположением двигателя.
Также автомобиль выпускался в Польше под названием Polski Fiat 126p на заводе Застава в Югославии. В 1984 году была произведена модернизация внешнего вида 126-й модели, он получил пластиковые бампера и новую приборную панель (модель получила наименование «Фиат 126p FL»). В 1994, был обновлен внешний вид модели 126p, она получила некоторые элементы оформления от Fiat Cinquecento и стала называться «Фиат 126 EL». Модель Фиат 126 ELX получила каталитический нейтрализатор.
Несмотря на хороший маркетинговый подход, популярность 126 модели не достигла уровня «Фиат 500». Всего произведено 1 352 912 автомобилей в Италии, 3 318 674 в Польше, 2069 в Австрии (отсутствуют данные о числе машин, произведённых в Югославии).

## Варианты и модификации

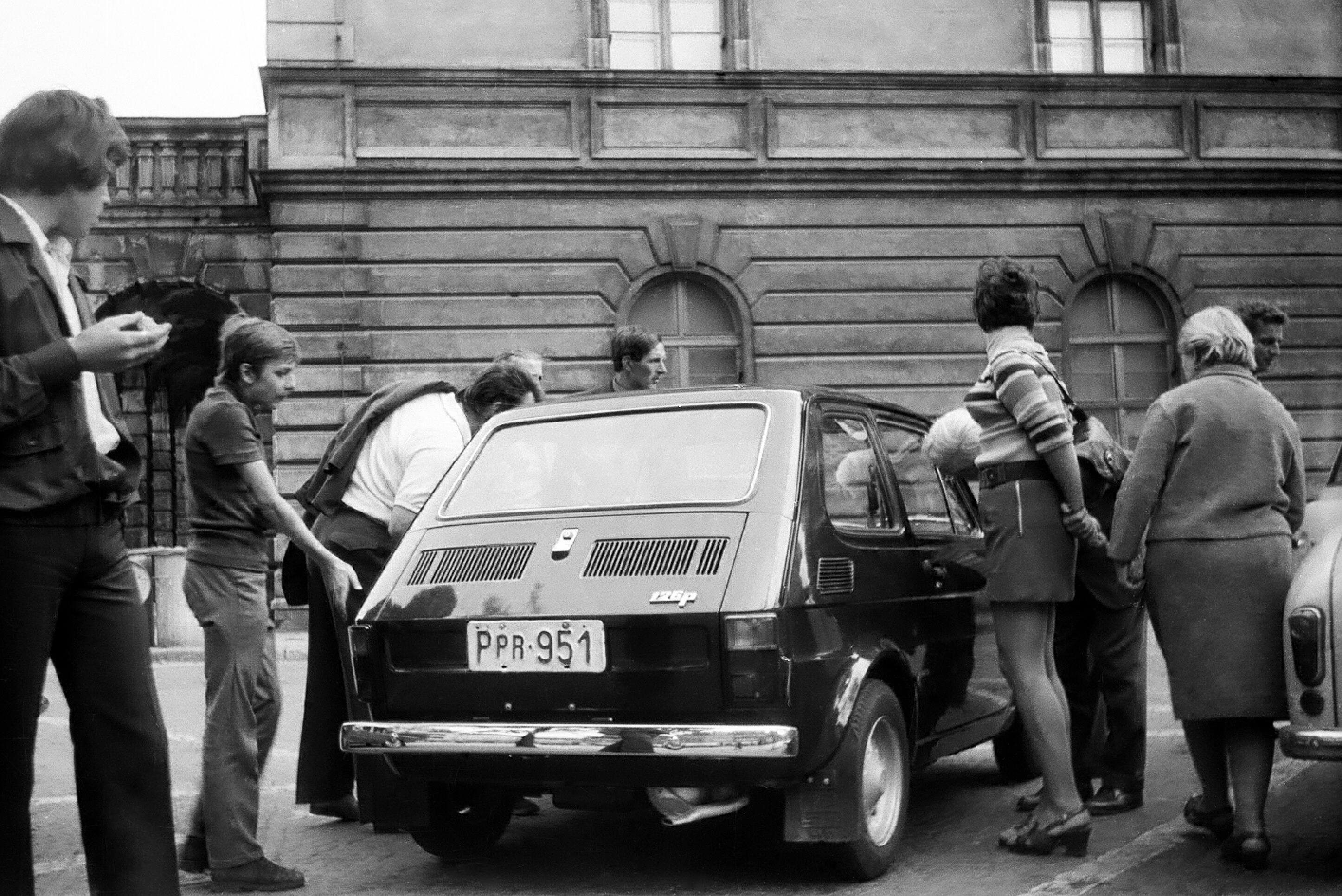
Польский Фиат 126p в 1973

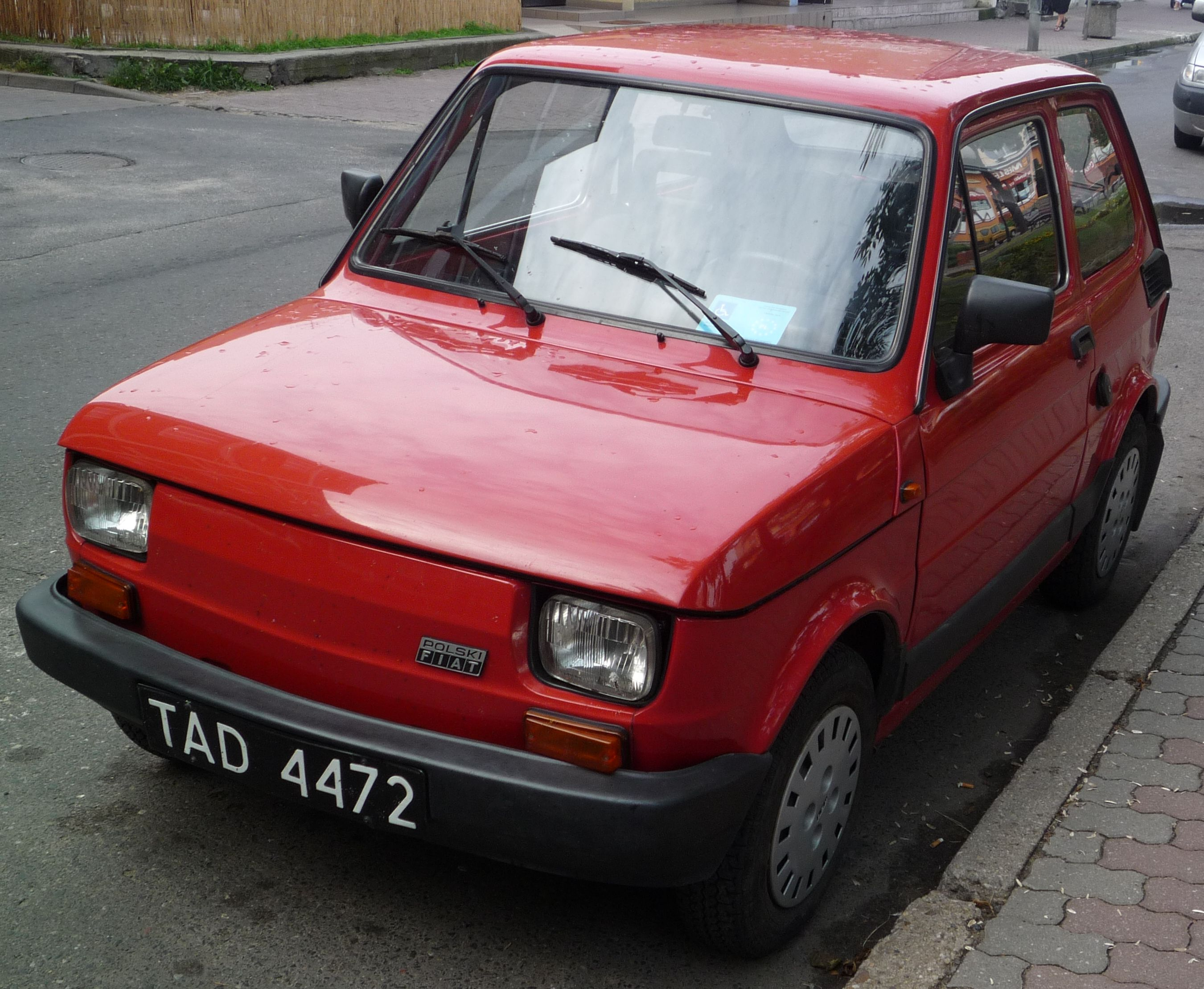
Польский Фиат 126p

- Fiat 126 — базовая модель итальянского производства
- Polski Fiat 126p — модель польского производства, производилась с июня 1973 года (изначально также комплектовалась двигателем мощностью 23 л. с. с воздушным охлаждением)[2] в нескольких вариантах исполнения[5] на Заводе малолитражных автомобилей (FSM) до 2000 года
- Polski Fiat 126 BIS — польский модернизированный вариант с польским двигателем 126A2 (объём двигателя 704 см³, мощность — 26 л. с.) с водяным охлаждением, кузовом типа «хетчбэк» и другими изменениями в конструкции. Выпускался в 1987—1991 гг.
- Steyr-Fiat 126 — версия автомобиля, выпускавшаяся в 1973—1975 гг. в Австрии

На базе конструкции Polski Fiat 126p в Польше был разработан трёхосный автомобиль-амфибия LPT вместимостью 6 человек.